# Per Cederblom
Per Axel Hjalmar Cederblom (* 22. Mai 1901 in Göteborg; † 23. Januar 1987 ebenda) war ein schwedischer Schwimmer.

## Karriere
Cederblom nahm 1920 an den Olympischen Spielen in Antwerpen teil. Hier qualifizierte er sich im Wettbewerb über 200 m Brust für das Finale, erreichte dort aber das Ziel nicht. Die Disziplin 400 m Brust beendete er als Fünfter.